# Club Sportiv Volei 2004 Tomis Constanța 2012-2013
Questa voce raccoglie le informazioni riguardanti il Club Sportiv Volei 2004 Tomis Constanța nelle competizioni ufficiali della stagione 2012-2013.

## Organigramma societario
Area direttiva
- Presidente: Cristian Zgabercea

Area tecnica
- Allenatore: Darko Zakoć

## Rosa
| N° | Nome                | Ruolo | Data di nascita  | Nazionalità sportiva |
| -- | ------------------- | ----- | ---------------- | -------------------- |
| 1  | Claudia Gavrilescu  | C     | 17 dicembre 1980 | Romania              |
| 2  | Elena Butnaru       | C     | 27 aprile 1975   | Romania              |
| 5  | Genesis Machado     | P     | 6 maggio 1990    | Venezuela            |
| 6  | Jasna Majstorović   | S     | 23 aprile 1984   | Serbia               |
| 7  | Ana Cazacu          | S     | 21 luglio 1994   | Romania              |
| 8  | Dominique Lamb      | C     | 5 dicembre 1985  | Stati Uniti          |
| 9  | Diana Neaga         | P     | 24 maggio 1986   | Romania              |
| 10 | Nataša Ševarika     | S     | 27 gennaio 1988  | Serbia               |
| 11 | Jeoselyna Rodríguez | S/O   | 9 dicembre 1991  | Rep. Dominicana      |
| 12 | Sherline Holness    | C     | 11 febbraio 1980 | Canada               |
| 13 | Meagan Ganzer       | S     | 12 maggio 1990   | Stati Uniti          |
| 14 | Ana-Maria Dumitru   | L     | 9 aprile 1994    | Romania              |
| 16 | Marina Vujović      | L     | 23 gennaio 1984  | Serbia               |
| 18 | Ana-Maria Şerban    | C     | 25 aprile 1994   | Romania              |